# Осетрово (порт)
Осетровський річковий порт — річковий порт (до 1958 — пристань Осетрово) в Іркутській області на річці Лена, раніше — найбільший річковий порт у СРСР і Росії.

## Розташування
Осетровський річковий порт розташований в місті Усть-Кут Іркутської області на лівому березі річки Лени .
Працює в єдиному технологічному процесі зі станцією Лена (Усть-Кут).

## Опис
ВАТ «Островський річковий порт» — найбільше підприємство м Усть-Кут.
Період навігації, обумовлений різко континентальним кліматом, становить 120-150 діб.
Загальна протяжність вантажних причалів — 1872,4 м. Потужності підприємства дозволяють перевезти за одну навігацію 1500 тис. тонн вантажу. Потужності розподілені по двох районах:
- Північний вантажний район: довжина причальної набережної, що складається з 13 причалів, — 1270 метрів. Кількість критих складів — 11 шт., Загальна площа — 73857,8 м²; відкриті складські площі — 281862 м². Відстань до залізничної ст. Лена ССЗ  — 5,35 км.
- Західний перевантажувальний комплекс: довжина причальної набережної Західного перевантажувального комплексу, що складається з 6 причалів, — 574,4 м. Загальна площа вантажних майданчиків — 36300 м². Відстань до залізничної ст. Лена ССЗ — 3,45 км.

У розпорядженні порту понад 9200 м залізничних колій з фронтом одночасної подачі 440 вагонів і фронтом одночасного вивантаження 80 вагонів. Осетровський річковий порт здійснює кріплення вантажу на транспорті, веде розробку і узгодження схем розміщення та кріплення вантажу на рухомому залізничному транспорті. Завдяки добре розвиненій інфраструктурі внутрішньопортових і під'їзних залізничних колій вантажно-розвантажувальні роботи ведуться з виключенням простою. Всі причали сьогодні універсальні і здатні переробити вантажі різної номенклатури.
Безперебійна обробка вантажів у порту здійснюється перевантажувальною технікою, що знаходиться на балансі підприємства:
- 28 портальних кранів вантажопідіймальністю від 6 до 40 тонн;
- щогловий жорстконогий кран «Деррік» вантажопідіймальністю 160 тонн;
- контейнерний перевантажувач вантажопідіймальністю 30 тонн;
- козлові крани вантажопідіймальністю 6,3 і 50 тонн;
- плавкрани вантажопідіймальністю 5 і 16 тонн;
- автонавантажувачі вантажопідіймальністю від 1,5 до 45 тонн

Має в розпорядженні 29 од. власного флоту.
Для обслуговування пасажирів в центрі міста є річковий вокзал Осетрово. На навігацію 2014 компанією «Лена-тур» заплановано маршрут Осетрово-Пеледуй.

## Значення
Осетровський річковий порт — єдиний об'єкт Ленського басейну (що на 2014 рік в роботі, інший — Нижній Бестях — будується), що сполучається із залізницею, внаслідок чого його називають «воротами на північ».
Основна роль порту — обслуговування північного завезення. У 1970-80-х роках забезпечував перевалку і відправлення річковим транспортом до 80% вантажів, призначених для північних районів Іркутської області, Якутії і прибережних арктичних районів від Хатанги до Колими. На 2014 рік Осетровський річковий порт залишається основним транспортним вузлом, через який здійснюється завезення вантажів на північ Іркутської області, Якутії.
Осетровський річковий порт здійснює комплексну організацію переробки вантажів, включаючи:
- розробку оптимальної схеми доставки МТР від виробника замовнику (вибір маршруту, способу транспортування, точок перевалки з урахуванням специфіки вантажу, критичності, термінів і економічних параметрів);
- організацію приймання, переробки та зберігання вантажів, у тому числі контейнерів, у містах Усть-Кут (ст. Лена ССЗ), Ленськ, Якутськ, селищах Вітім і Пеледуй, а також в інших пунктах призначення Ленського басейну з організацією повернення порожніх контейнерів;
- доставку вантажів, у тому числі контейнерів, водним і автотранспортом (у тому числі по дорогах зимового дії) до складу замовника; вхідний контроль при прийманні МТР за кількістю та якістю;
- транспортно-експедиційне обслуговування клієнтів по прийомці/відправленню вантажів і контейнерів з оформленням всієї необхідної документації та оплатою послуг суміжників;
- диспетчеризацію вантажопотоку і моніторинг руху вантажів.

Свою експлуатаційну діяльність Осетровський річковий порт здійснює на ділянці р. Лени протяжністю 1980 км, від м Усть-Кут до м Якутськ.

## Історія
Пристань Осетрово була заснована в 1929 на базі пристані Усть-Кут. Остання, хоч і носила назву села Усть-Кут, насправді, була розташована в 7 км від однойменного села нижче за течією річки — в селі Осетрово . Непорозуміння було виправлено при заснуванні нової пристані. Але в 1954 село було приєднано до Усть-Куту, який став містом, при цьому назва пристані збереглася.
У 1930 обсяг перевезених через пристань вантажів склав 10 тисяч тонн. Вантажі в Осетрово доставлялися переважно санним шляхом з Ангари або на малогабаритних судах з верхів'їв Лени. Перевантаження здійснювалося вручну за допомогою візків. До 1940 року вантажообіг зріс в 4 рази і склав 41 000 тонн.
Черговий етап розвитку порту був зумовлений будівництвом залізничної ділянки Тайшет - Лена (див. БАМ). Осетрово стало єдиним місцем на Лены, де можлива перевалка вантажів із залізниці на річкові судна.
Наприкінці 1950 було розпочато будівництво нових портових об'єктів. Ключовими завданнями порту стали: перевалка і перевантаження із залізниці і назад; транспортування та отримання вантажів місцевого значення; буксирування річкових суден та пасажирські перевезення. У 1951 в порт був доставлений перший портальний кран . У 1954 територія порту увійшла до складу новоутвореного міста Усть-Кут.
У 1957 заснована Осетровська РЕБ (ремонтно-експлуатаційна база) флоту, побудований другий вантажний район.
4 серпня 1958 пристань Осетрово перейменована в Осетровський річковий порт Ленського пароплавства. У 1962 відбудований Центральний вантажний район, здано в експлуатацію будівлю річкового вокзалу. У 1970 завершено будівництво Західного вантажного району. У ці роки порт мав вже близько 100 портових кранів і став найбільшим в СРСР. З 1964 річковий порт і залізнична ст. Лена працюють в єдиному технологічному процесі.
У 1971 порт нагороджений орденом Трудового Червоного Прапора. Вантажообіг порту протягом попередніх 20 років зріс у 20 разів.
У 1980-і роки порт продовжує розвиватися, впроваджуються нові технології, з'являються нові вантажні райони.
У 1993 порт був акціонований, на його базі створено ВАТ «Осетровський річковий порт». Загальний економічний занепад в країні позначився і на його роботі. У 1990-х - початку 2000-х років впав вантажообіг, на підприємстві були нерідкими затримки заробітної плати, а місцеві ЗМІ повідомляли про небезпеку рейдерських захоплень і загрозу банкрутства порту.
До кінця 1990-х років порт складався з п'яти вантажних районів, сформованих природним чином через специфіку перевалюються і відвантажуються вантажів: центрального, західного, східного, північного і Ленського. У 1998-1999 роках за рішенням керівництва ВАТ «Осетровський річковий порт» відбулося укрупнення вантажних районів з метою економії.
Восени 2009 припинилася процедура банкрутства,, що проводилася у відношенні порту протягом 2000-х .
З 2011 на базі Осетровського річкового порту почав створюватися найбільший на Лені транспортно-логістичний центр. Головна мета створення центру — надання комплексу послуг з управління ланцюжком постачання, доставки вантажів від постачальника до складу замовника, а також сервісному обслуговуванню нафтовидобувних і судноплавних компаній. Основа центру - матеріальні та нематеріальні активи Осетровського річкового порту — найбільші складські та перевантажувальні потужності в м Усть-Кут , причал в сел. Вітім (Якутія), бази зберігання в сел. Вітім і Пеледуй, вантажноперевізний флот, а також багаторічний досвід у наданні логістичних послуг.
В навігацію 2014 Осетровський річковий порт відмовився від пасажирських перевезень, що виконувалися раніше за маршрутами Осетрово-Алексєєвськ, Осетрово-Пеледуй і Осетрово-Жигалово (останній скасований в 2000-х). Разом з тим, пасажирський рух за маршрутом Осетрово-Пеледуй збережено і буде виконуватися компанією «Лена-тур» на теплоходах «Полісся».